# Sagi Muki
Sagi Muki (n. 17 mai 1992, Netania, Israel) este un judocan ce a reprezentat Israel, medaliat olimpic. A participat la 2 ediții ale Jocurilor Olimpice (2016, 2020) în care a câștigat o medalie de bronz.